# Ciemnoszyje
Ciemnoszyje [pronunciación en polaco: /t͡ɕɛmnɔˈʂɨjɛ/] es un pueblo ubicado en el distrito administrativo de Gmina Grajewo, dentro del condado de Grajewo, Voivodato de Podlaquia, en el noreste de Polonia. Se encuentra a unos 14 kilómetros al sureste de Grajewo y a 63 kilómetros al noroeste de la capital regional Białystok.